# British Arctic Air Route Expedition
La British Arctic Air Route Expedition (BAARE) est une expédition financée par des fonds privés qui a eu lieu sur la côte est et à l'intérieur du Groenland de 1930 à 1931.
Dirigée par Gino Watkins, elle visait à améliorer les cartes et les diagrammes des sections mal étudiées de l'île et de recueillir des données climatiques sur la côte et à l'intérieur du pays pendant l'hiver polaire. Cette entreprise a été suivie par une plus petite expédition en 1932-1933 dans l'est du Groenland, dirigée par Watkins qui y trouve la mort.

## Histoire
L'expédition se rend au Groenland à bord du Quest, un navire de chasse au phoque historique précédemment utilisé par Ernest Shackleton en 1921-1922. Les membres de l'expédition comprennent Frederick Chapman, John Rymill, Quintin Riley (météorologue), Augustine Courtauld, James Maurice Scott, le capitaine Percy Lemon (opérateur sans fil et officier des transmissions), Lawrence Wager (en) (géologue), Alfred Stephenson (arpenteur en chef), le lieutenant Martin Lindsay, Narbrough Hughes D'Aeth (pilote), Wilfred Hampton (deuxième pilote et ingénieur aéronautique), Edward W. Bingham (en) (médecin) et Iliffe Cozens (photographe et assistant pilote).
À leur arrivée au Groenland, l'expédition installe son quartier général terrestre. La cabane de base, un camp d'hiver est ainsi située sur la côte d'un fjord à 48 km à l'ouest de Tasiilaq, alors connue sous le nom d'Angmagssalik. La plupart des membres de l'équipe à terre y hiverne et prend contact avec les Inuits. Ils effectuent des petites expéditions pour cartographier et étudier les zones adjacentes du littoral. 
Des données météorologiques sont collectées à la fois au camp de base et à une base satellite, Icecap Station, un poste spécialement construit au sommet de la calotte glaciaire du Groenland, à 2 600 m au-dessus du niveau de la mer et à 180 km à l'ouest du camp de base de l'expédition. Un membre de l'expédition, Augustine Courtauld, se porte volontaire pour servir d'observateur solo pendant une période de service de cinq mois au plus fort de l'hiver 1930-1931. Watkins et d'autres membres de l'expédition le relevent le 5 mai 1931, juste au moment où la nourriture et le carburant de Courtauld s'épuisent. Les observations de Courtauld comprennent certains des premiers ensembles de données étendus jamais collectés à l'intérieur de la calotte glaciaire du Groenland au cours d'un hiver polaire.
Les membres de l'expédition, dont Watkins et Courtauld, retournent au Danemark puis en Angleterre, recevant des éloges dans les deux pays. Les membres clés de l'expédition reçoivent la Médaille polaire des mains du roi George V, la première décernée pour un service dans l'Arctique en 60 ans.